# حزب سوسیالیست کارگران کرواسی
حزب سوسیالیست کارگران کرواسی (به کرواتی: Socijalistička radnička partija Hrvatske) (اختصاری SRP) یک حزب کمونیست در کشور کرواسی است. این حزب همچنین به عنوان حزب کارگران سوسیالیست کرواسی نیز شناخته می‌شود. همچنین این حزب یکی از احزاب چپگرای معتبر در سیاست کرواسی است. شاخه جوانان این حزب سوسیالیست‌های جوان کرواسی نام دارد.

## ایدئولوژی
این حزب به عنوان نقطه ملاقات بسیاری از ایدئولوژی‌های مختلف چپ شناخته می‌شود. این امر بر اهمیت مدیریت خودمدیریتی کارگران و دموکراسی مشارکتی تأکید می‌کند. حزب سوسیالیست کارگران از جنبش‌های جدید اجتماعی حمایت می‌کند. نمایندگان حزب از پراید زاگرب و اعتراضات اتحادیه حمایت کرده‌اند.
دفاع از نام خوب جنبش مقاومت یوگسلاوی در طول جنگ جهانی دوم نیز یکی از موضوعات اصلی است. این حزب همچنین در نظر جنگ کرواتی استقلال به یکی از یوگسلاوی است جنگ داخلی به جای یک جنگ استقلال است که یک موقعیت منحصر به فرد در میان، احزاب در کرواسی.
بخش جوانان این حزب سوسیالیست‌های جوان نامیده می‌شود.

## انتشارات
مقاله رسمی این حزب (سوسیالیسم امروز) نام دارد.
سازمان حزب در اسپلیت مقالات خود را منتشر می‌کند.

## تاریخچه
این حزب در سال ۱۹۹۷ توسط گروهی از چپ‌ها که در اطراف مجله ای به نام Hrvatska ljevica (چپ کروات) و سردبیر اصلی آن Stipe Šuvar جمع شده بودند، تشکیل شد. SRP پس از از دست دادن نفوذ اتحادیه سوسیال دموکرات و حرکت اعضا و اقدام سوسیال دموکرات، حفره ای در چپ سیاسی کرواسی ایجاد کرد.
اولین انتخابی که در آن شرکت کرد ، انتخابات پارلمانی سال ۲۰۰۰ بود. این حزب ۱۸٬۸۶۳ رای (۰٫۶۶٪) را به دست آورد.
پس از انتخابات، گروهی از اعضای جوانان سوسیالیست، شاخه جوانان حزب، برای تشکیل چپ سبز کرواسی رفتند.
در سال ۲۰۰۱ انتخابات محلی SRP کرسی‌هایی را در کوچکتر، جوامع قومی مخلوط، مانند برنده دارووار، دنجی Lapac و Vrhovine.
این حزب در انتخابات پارلمانی سال ۲۰۰۳ شرکت کرد و ۱۵۵۱۵ رأی (۰٬۵۹٪) به دست آورد.
در سال ۲۰۰۴ استیپه شوار از ریاست حزب استعفا داد و ایوان پلژا جایگزین وی شد.
اندکی بعد، اقلیت اعضا برای تشکیل حزب سوسیالیست کرواسی - چپ جایگزین، بیشتر به دلیل اختلافات شخصی، ترک شدند. هسته فعال، از جمله شاخه جوانان و کل هیئت تحریریه Hrvatska ljevica (که در کنار اواخر Stipe Šuvar کار می‌کرد) هنوز بخشی از SRP است.
در آخرین انتخابات محلی در سال ۲۰۰۵، SRP لیست مشترکی را با اتحادیه سوسیال دموکرات، حزب آلترناتیو جدید - جنبش سبز، چپ سبز کرواسی و حزب سبز تشکیل داد اما هیچ کرسی در مجامع محلی یا منطقه ای را کسب نکرد، اگرچه در چندین شهر نزدیک شد مانند Šibenik، Rijeka و Pula).
برای انتخابات سال ۲۰۰۷ اتحادی با چپ کرواسی تشکیل داد. این اتحاد ۹ ۸۸۴ رای (۰٫۴٪) کسب کرد. این حزب به تنهایی در انتخابات ۲۰۱۱ شرکت کرد و ۵۱۷۷ رأی (۰٫۲۲٪) را به دست آورد.

## روابط خارجی
این حزب در چندین سمینار بین‌المللی کمونیست میزبانی حزب کارگران بلژیک و کنفرانس بین‌المللی احزاب کمونیست و کارگر شرکت کرد. این گروه همچنین شامل گروهی به نام مبارزات کارگری (Radnička borba) است که نزدیک به اتحادیه چهارم متحد شده‌است.

## تاریخچه انتخابات

### مقننه
| انتخابات | در ائتلاف با    | آرا won برنده (مجموع ائتلاف) | درصد  | صندلی‌ها برنده شدند | تغییر دادن |
| -------- | --------------- | ---------------------------- | ----- | ------------------ | ---------- |
| ۲۰۰۰     | نداشت           | ۱۸٬۸۶۳                       | ۰/۶۶٪ | ۰ از ۱۵۱           | بی‌تغییر    |
| ۲۰۰۳     | نداشت           | ۱۵٬۵۱۵                       | ۰/۵۹٪ | ۰ از ۱۵۱           | بی‌تغییر    |
| ۲۰۰۷     | LH - HSD - ISDF | ۹٬۸۸۴                        | ۰٫۴۰٪ | ۰ از ۱۵۱           | بی‌تغییر    |
| ۲۰۱۱     | نداشت           | ۵٬۱۷۷                        | ۰٫۲۲٪ | ۰ از ۱۵۱           | بی‌تغییر    |
| ۲۰۱۵     | نداشت           | ۲٬۵۲۸                        | ۰٫۱۲٪ | ۰ از ۱۵۱           | بی‌تغییر    |
| ۲۰۱۶     | نداشت           | ۳٬۶۷۲                        | ۰٫۱۹٪ | ۰ از ۱۵۱           | بی‌تغییر    |
| ۲۰۲۰     | نداشت           | ۲٬۱۴۹                        | ۰٫۱۳٪ | ۰ از ۱۵۱           | بی‌تغییر    |

### پارلمان اروپا
| انتخابات | در ائتلاف با | آرا برنده (مجموع ائتلاف) | درصد  | صندلی‌ها برنده شدند | تغییر دادن |
| -------- | ------------ | ------------------------ | ----- | ------------------ | ---------- |
| ۲۰۱۳     | نداشت        | ۳٬۵۳۸                    | ۰٫۴۸٪ | ۰ از ۱۲            | بی‌تغییر    |
| ۲۰۱۴     | نداشت        | ۱٬۷۶۹                    | ۰٫۱۹٪ | ۰ از ۱۱            | بی‌تغییر    |
| ۲۰۱۹     | RF           | ۲٬۶۲۲                    | ۰٫۲۴٪ | ۰ از ۱۲            | بی‌تغییر    |